# 霍頓隕石坑
75°23′N 89°40′W / 75.383°N 89.667°W

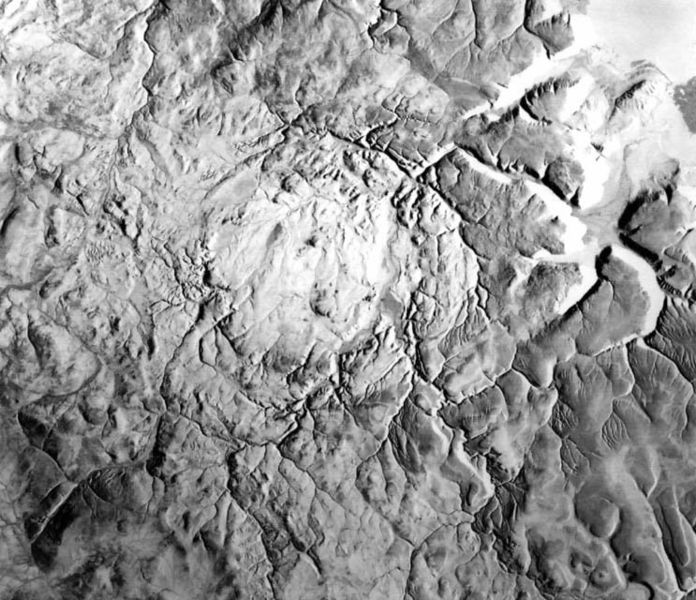
霍頓隕石坑的合成孔徑雷達影像。

霍頓隕石坑（Haughton Impact Crater）位於加拿大努納武特德文島，直徑約23公里，形成於三千九百萬年前的始新世，撞擊物體直徑約2公里。德文島是由古生代的頁岩及粉砂岩以及其下的片麻岩基岩組成，當隕石坑產生時，上層的頁岩及粉砂岩被撞離而露出其下基岩，有些撞出物質來自地下1700公尺深。
此隕石坑在北緯75°的高緯度地區，長年的低溫降低了植物生長速度以及風化速度，因此相較於低緯度已高度侵蝕的隕石坑，霍頓隕石坑保留了更多原始的隕石坑地質特徵。
由於霍頓隕石坑以及德文島的地質和氣候環境與火星相似，在相關研究者之間常暱稱為「地球上的火星」（Mars on Earth）。例如隕石坑中央的撞擊角礫岩（受撞擊而噴出的岩石、掉落於撞擊區域後再度固結而形成）由於寒凍而含有永凍土，可比擬做寒冷、潮濕火星的隕石坑環境。由於環境與火星相似，不少與火星相關的研究在此進行，例如模擬火星上的工作與生活。相關單位有火星學院（Mars Institute）與SETI共同領導的霍頓-火星計劃（Haughton-Mars Project），以及火星學會（Mars Society）的閃光火星北極研究站（Flashline Mars Arctic Research Station，FMARS）。

## 外部連結
- 霍頓-火星計畫 （页面存档备份，存于）國際跨學科的實地研究計畫，研究目標為霍頓隕石坑的結構與周圍地表、德文島、高緯度北極地區，以及作為地球上的火星模擬環境。
- 閃光火星北極研究站 （页面存档备份，存于）火星學會於德文島的研究站，用於模擬火星上的居住環境。
- 霍頓隕石坑地景圖文作者為彼德·艾希克（Peter Essick）。